# مونتي سان فيتو
مونتي سان فيتو هي بلدية (بلدية) في مقاطعة أنكونا في منطقة ماركي الإيطالية ، وتقع على بعد حوالي 20 كيلومتر (12 ميل) غرب أنكونا ، في وادي إسينو السفلي.
ويبلغ عدد سكانها (6544) ورمزها البريدي هو (60037)
تقع مونتي سان فيتو على حدود البلديات التالية: Chiaravalle وJesi و Monsano و Montemarciano و Morro d'Alba و San Marcello و Senigallia .